# Госгортехнадзор России
Федеральный горный и промышленный надзор России (Госгортехнадзор России) — федеральный орган исполнительной власти (1992—2004), осуществлявший соответствующее нормативное регулирование, специальные разрешительные, контрольные и надзорные функции в области промышленной безопасности, а также в пределах своей компетенции в области использования и охраны недр.

## История

### Краткая справка
| Дата             | Наименование |
| ---------------- | --- |
| 23 декабря 1719  | Указом Петра I создана Берг-коллегия |
| 13 июня 1806     | Создание Горного департамента в составе Министерства финансов |
| 1 июня 1882      | Образование Фабричной инспекции |
| 9 марта 1892     | Создание Особой горнозаводской инспекции |
| 7 июня 1899      | Учреждение Главного и губернских по фабричным и горнозаводским делам присутствий |
| 30 января 1922   | Создание Центрального управления горного надзора (ЦУГН) |
| 19 мая 1927      | Образование Государственной горнотехнической инспекции (Госгортехнадзор) в составе Наркомата труда СССР |
| 17 октября 1947  | Создание Главного управления государственного горного надзора |
| 1 июля 1954      | Создание Комитета по надзору за безопасным ведением работ в промышленности и горному надзору при Совете Министров СССР (Госгортехнадзор СССР)                                                                                 |
| 24 апреля 1958   | Упразднение Госгортехнадзора СССР. Образование республиканских комитетов по надзору за безопасным ведением работ в промышленности и горному надзору                                                                           |
| 15 января 1966   | Образование союзно-республиканского Государственного комитета по надзору за безопасным ведением работ в промышленности и горному надзору при Совете Министров СССР (Госгортехнадзор СССР) на базе Госгортехнадзора РСФСР      |
| 27 июля 1981     | Преобразование в союзно-республиканский Государственный комитет СССР по надзору за безопасным ведением работ в промышленности и горному надзору                                                                               |
| 1989             | Госгортехнадзор СССР объединён с Госатомнадзором СССР с образованием Госгоратомнадзора СССР. |
| 10 сентября 1990 | Образование Государственного комитета по надзору за безопасным ведением работ в промышленности и горному надзору при Совете Министров РСФСР (Госгортехнадзор РСФСР)                                                           |
| 30 сентября 1991 | Реорганизация в Федеральную службу России по надзору за безопасным ведением работ в промышленности (Госгортехнадзор России)                                                                                                   |
| 31 декабря 1991  | Объединение Госгортехнадзора России с Госатомнадзором России с образованием Госпроматомнадзора России |
| 16 ноября 1992   | Упразднение Госпроматомнадзора России с созданием самостоятельного Федерального горного и промышленного надзора России (Госгортехнадзор России)                                                                               |
| 9 марта 2004     | Преобразование в Федеральную службу по технологическому надзору (Госгортехнадзор России). Указ Президента Российской Федерации от 09.03.2004 № 314                                                                            |
| 20 мая 2004      | Объединение Госгортехнадзора России и Госатомнадзора России с образованием Федеральной службы по экологическому, технологическому и атомному надзору (Ростехнадзор). Указ Президента Российской Федерации от 20.05.2004 № 649 |

### Период 1719—1861 гг. (Берг-коллегия)
Создание горного и промышленного надзора России связано с именем Петра I, учредившего своим Указом от 10 декабря (21 декабря по новому стилю) 1719 года Берг-Коллегию, на которую было возложено решение задач по развитию горного производства, а также руководство и надзор за горнозаводской промышленностью. С 2006 года 23 декабря считается профессиональным Днём Федеральной службы по экологическому, технологическому и атомному надзору.
До образования Берг-коллегии все «рудосыскные» и другие вопросы горного производства находились в ведении местных властей. С момента её учреждения началось формирование отечественной горной администрации с её собственными территориальными органами, осуществлявшими управление казёнными (государственными) заводами и надзор за производствами, находившимися в частной собственности.
На протяжении почти двух столетий основным предметом этого надзора был контроль за соблюдением прав собственности на недра и связанных с ними юридических вопросов, взимание горной подати, обязательные поставки золота и серебра в государственную казну (в современном понимании — соблюдение порядка недропользования). Позднее сфера государственного горного надзора охватила и горно-технологические вопросы, такие как порядок ведения горных работ и ряд других.
В начальный период своей деятельности горный надзор являлся функцией центральных государственных и местных органов управления Российской империей. В связи со строительством новых и развитием существовавших горных производств, при осуществлении горного надзора всё чаще обнаруживались проблемы, связанные с улучшениями условий и оплаты труда работников горных предприятий, организацией их быта, медицинского и социального обеспечения заболевших и получивших увечья на производстве, открытием школ, училищ и др.

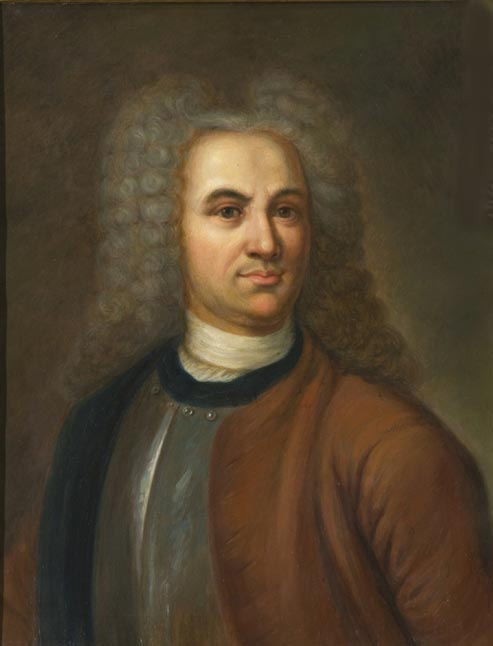
В. Н. Татищев (1686—1750)

В 1804 году, в результате реформы местного горного управления, в Российской империи были образованы пять горных округов (горных административных районов). Руководство ими осуществляли специально назначаемые берг-инспекторы. В соответствии с «Горным положением», утверждённым в 1806 году, первый горный округ с правлением в Перми охватывал горные районы «хребта Уральского», второй округ, образованный в Москве — «замосковные» горные районы.
Выдающуюся роль в развитии горного надзора сыграл знаменитый русский историк, горный инженер В. Н. Татищев. В 1734 году он разработал «Горный устав» и «Наказ шахтмейстеру» (руководство по надзору за частными горными предприятиями и заводами). Хотя эти документы были официально утверждены лишь 7 января 1818 года, они широко применялись в практической работе горных администраций на Урале вплоть до XIX века.

### Период 1861—1891 гг. (Горная полиция)
В 1861 году была создана «Горная полиция» (от нем. «Bergpolizei») для целей надзора за безопасностью работ в шахтах и на приисках.
13 мая 1880 года законодательно установлены первые основные правила ведения горных работ, согласно которым местные горные управления должны были уведомляться о начале и окончании горных работ, о предполагаемых опасностях и произошедших несчастных случаях на предприятиях. Предусматривалось также обязательное предоставление горным управлениям планов ведения горных работ с указанием ответственных лиц.
Фактически горная полиция стала первым российским специальным государственным органом горного надзора за безопасностью работ в горной промышленности. В 1893 году её задачи определялись следующим образом:

«Во всех современных законодательствах имеются постановления, направленные к предупреждению хищнической разработки ископаемых, но главная задача современной горной полиции — безопасность горных работ и промыслов. Вследствие опасностей, сопряжённых с горными работами, последние подвергаются особенно детальному надзору, и нигде осуществление полицейских задач не связано с такими чрезвычайными, часто миллионными издержками, как в горном деле.
Законом 13 мая 1880 года установлены у нас основные правила о порядке производства горнопромышленных работ. Правила эти обязательны для горных промыслов на каких бы то ни было землях, за исключением казачьих. О предполагаемом начале, возобновлении или прекращении горных работ, о предвидимой при разработке опасности или о происшедшем уже несчастном случае горнопромышленники обязаны уведомлять членов местного горного управления, а также представлять планы предположенных работ и указывать лицо, ответственное за ведение разработки.
Работы должны производиться так, чтобы они не представляли опасности для жизни и здоровья рабочих и соседних жителей, равно для строений и другого имущества их, для путей сообщения, для источников минеральных, равно как и тех, которые необходимы для снабжения водою населённых мест. Подобное указание необходимых для этого государственных имуществ, который публикует во всеобщее сведение особую обязательную для горнопромышленников инструкцию…
Ныне действует обширная инструкция от 2 июля 1888 года по надзору за производством горных работ вместе с инструкцией от 24 июня 1888 года по производству маркшейдерских работ. Инструкция от 2 июля 1888 года пополнена правилами от 16 января 1892 года для производства работ на золотых промыслах, которые впервые подвергнуты правильному техническому надзору в видах их безопасности.
Инструкции эти, между прочим, содержат в себе наставления о креплении выработок, о закладке выработанных пространств пустою породою, о сигналах, о выходах из рудников, о спуске и подъёме рабочих и материалов, об употреблении взрывчатых веществ, паровых котлов и машин, об ограждении людей и животных от падения, о предотвращении пожаров и вредного воздействия скопляющегося в рудниках газов и воды, о вентиляции и т. п.
Горнопромышленник, не использовавший в определённый ему срок указаний должностных лиц на средства к исправлению недостатков работ, привлекается к судебной ответственности.
Если двукратное, по приговору судебного места, наложение наказания не побудило горнопромышленника к исполнению предписанных мер, то последние приводятся в исполнение на его счёт местным горным управлением, которое, под своей ответственностью, может это сделать и до привлечения виновного к суду.

Если для ограждения безопасности необходима окончательная или временная остановка горных работ, то об этом составляется на месте письменный акт в присутствии горнопромышленника и двух свидетелей…» 

### Период 1892—1917 гг. (Фабричная и горнозаводская инспекция)
Законом от 9 марта 1892 года была образована особая горнозаводская инспекция, в состав которой входили окружные инспектора и их помощники, располагавшиеся в местных горных управлениях присутствий по горнозаводским делам. В результате, государственный надзор за безопасностью горных работ окончательно получил специальный статус и организационное оформление.
Несколько ранее, 1 июня 1882 года, была учреждена «Фабричная инспекция» с численностью штата 20 человек в девяти округах, который в 1886 году был увеличен до 200 человек. В период с 1882 по 1886 год несколькими законами вводятся первые российские требования к условиям труда на фабриках и заводах, устанавливающие:
- запрет допуска к работе детей до 12 лет;
- запрет ночной работы для подростков до 17 лет и женщин;
- правовые взаимоотношения между рабочими и владельцами предприятий, которые обязательны с обеих сторон;
- право наложения штрафов за беспричинные прогулы и не соблюдение требований безопасности;
- назначение на каждом предприятии лица, ответственного перед фабричными инспекторами и судом за соблюдение фабричного законодательства.

Одновременно законом от 1886 года впервые было установлено право присутствий по фабричным делам издавать обязательные постановления «о мерах, которые должны быть соблюдаемы для охранения жизни, здоровья и нравственности рабочих во время работы, а также в отношении врачебной помощи рабочим».
К этому моменту таким же правом уже обладали земства и городские думы. В результате, из-за отсутствия специального надзора, соответствующих полномочий и их разграничения, в такого рода постановлениях возникали противоречия между присутствиями по фабричным делам и местными органами власти. Таким образом возникла объективная необходимость в организации специального надзора за безопасностью труда.
Это послужило причиной реорганизации Фабричной инспекции в 1899 году, когда присутствия по фабричным и горнозаводским делам были объединены в единую организацию — Главное по фабричным и горнозаводским делам присутствие. Согласно закону от 7 июня 1899 года издание обязательных постановлений по охране жизни и здоровья работающих стало его исключительным правом.
Кроме того, этот закон впервые установил обязанность Главного присутствия в части издания подзаконных актов — «инструкций и правил по всем предметам надзора, издание общих правил по охране жизни, здоровья и нравственности рабочих». Тем самым была определена и вторая его задача — контроль за выполнением установленных требований безопасности.

### Период 1918—1991 гг. (Госгортехнадзор СССР)
Советский период истории отечественного горного и промышленного надзора начался 17 мая 1918 года, когда Декретом Совета Народных Комиссаров была учреждена Инспекция труда с подчинением Народному комиссариату труда.
Инспектора труда избирались профсоюзными организациями с последующим утверждением областными комиссарами труда. Инспекцию труда осуществляла «наблюдение, контроль за проведением в жизнь декретов, постановлений и т. п. актов советской власти в области охраны интересов трудящихся масс, а равно и непосредственное принятие необходимых мер по охране безопасности, жизни и здоровья рабочих и работниц».
Тем же Декретом на Наркомат труда было возложено «принятие неотложных мер к организации технического надзора и наблюдения за паровыми котлами». Преемственность по структуре функций с дореволюционной Фабричной и горной инспекцией в целом сохранилась.
В связи с необходимостью скорейшего восстановления промышленных предприятий после Гражданской войны Декретом Совнаркома от 30 января 1922 года было создано Центральное управление горного надзора (ЦУГН) в составе Главного управления горной промышленности ВСНХ. На него возлагалось:
- наблюдение за выполнением горными предприятиями законов и распоряжений правительства в области горного дела;
- контроль за соблюдением правил безопасности ведения горных работ;
- технический надзор, в том числе за паровыми котлами с их освидетельствованием;
- учёт и анализ производственного травматизма;
- расследования аварий;
- надзор за маркшейдерскими работами и руководства горноспасательными и испытательными станциями. Однако функция надзора за безопасностью работ для ЦУГН не была первостепенной.

Постановлением Совета Министров СССР № 3582 от 17 октября 1947 года было образовано Главное управление горного надзора (Госгортехнадзор) при Совете Министров СССР.
В 1954 году горный надзор получил статус государственного, начался процесс организационного объединения надзорных функций в различных отраслях промышленности, на базе практической целесообразности, исторической и территориальной совместимости.
Для этого Постановлением Совета Министров СССР № 1316 от 1 июля 1954 года был создан Комитет по надзору при Совете Министров СССР (Госгортехнадзор СССР), объединивший Главное управления горного надзора министерства геологии и охраны недр, Главную государственную инспекцию котлонадзора Министерства электростанций и Государственную техническую инспекцию Министерства нефтяной промышленности СССР.
На Госгортехнадзор СССР возлагались:
- надзор за соблюдением правил техники безопасности при разработке месторождений полезных ископаемых на предприятиях горнодобывающей промышленности, а также горных и буровых работах в геологических партиях;
- горно-геологический контроль за правильной эксплуатацией месторождений полезных ископаемых и применением наиболее эффективных систем их разработки в части полноты выемки разведанных запасов и т. д.

В том же 1954 году Постановлением Совета Министров СССР № 1747, для преодоления ведомственной разобщённости, в подчинение Госгортехнадзору СССР были переданы управления всех горных округов, а Постановлением Совета Министров № 1263 от 13 июля 1955 года — горнотехнические инспекции министерств и ведомств СССР. Таким образом, Госгортехнадзор СССР стал единым органом исполнительной власти, осуществлявшим государственный надзор и его координацию в части соблюдения требований безопасности при ведении работ на опасных производствах.
В 1958 году, связи с реорганизацией системы управления народным хозяйством Госгортехнадзор СССР был упразднён, а его функции переданы республиканским комитетам и инспекциям.
Однако уже в 1968 году Госгортехнадзор СССР был вновь возрождён и продолжил свою работу в прежнем качестве вплоть до конца 1980-х годов.
На этом этапе Госгортехнадзор СССР был органом исполнительной власти, занимающим видное место в системе государственного управления. Кроме функций государственного надзора и контроля технической безопасности и охраны недр, он осуществлял нормативное регулирование в различных отраслях промышленности, контролировал и координировал выполнение государственных планов, анализировал работу предприятий и отраслей, обобщал соответствующую статистическую отчетность, занимался подготовкой и повышением квалификации кадров инспекторского состава. Одним из важнейших правил назначения на должности служащих Госгортехнадзора СССР было наличие у кандидата опыта практической работы в промышленном производстве.
В 1981 году Госгортехнадзор СССР был преобразован в Союзно-республиканский государственный комитет СССР.
В 1989 году решением Совета Министров СССР Госгортехнадзор СССР объединён с Государственной инспекцией по ядерной безопасности СССР (Госатомнадзором СССР) с образованием Госгоратомнадзора СССР. Однако уже в сентябре 1990 года, в конце Перестройки и политического переустройства страны, это решение было признано неудачным и Госгортехнадзор РСФСР вновь стал самостоятельным.

### Период 1991—2004 гг. (Госгортехнадзор России)
Россия, как преемник СССР, воспроизвела все, существовавшие в Советском Союзе, органы государственного надзора. 10 сентября 1990 года при Совете Министров РСФСР был учреждён Госгортехнадзор РСФСР, который 03 декабря 1991 года был передан в прямое подчинение Президенту Российской Федерации и уже 31 декабря 1991 года преобразован Госпроматомнадзор России путём слияния с Госатомнадзором России.
Однако вскоре такое слияние вновь было признано неудачным и менее чем через год последовало очередное разделение этих государственных надзорных органов. Указом Президента Российской Федерации от 12.11.92 № 1355 вновь образован «Федеральный горный и промышленный надзор России (Госгортехнадзор России)». Указом Президента Российской Федерации от 18.02.1993 Госгортехнадзор России был переподчинён Правительству Российской Федерации.
В декабре 2001 года Постановлением Правительства Российской Федерации (от 03.12.2001 № 841) было утверждено новое «Положение о Федеральном горном и промышленном надзоре России», определившее следующие основные задачи Госгортехнадзора России:
1. Организация и осуществление нормативного регулирования в области промышленной безопасности и федерального надзора за выполнением организациями при проектировании, строительстве, приемке в эксплуатацию и эксплуатации опасных производственных объектов требований промышленной безопасности, содержащихся в федеральных законах и иных нормативных правовых актах, а также в соответствующих нормативных технических документах;
2. Организация и осуществление государственного надзора за безопасным ведением работ, связанных с пользованием недрами (далее именуется — государственный горный надзор), в том числе при геологическом изучении недр, в целях обеспечения соблюдения всеми пользователями недр предусмотренных законодательством Российской Федерации требований по безопасному ведению горных работ, предупреждению и устранению их вредного влияния на население, окружающую природную среду, здания и сооружения, а также по охране недр; осуществление в пределах своей компетенции государственного контроля за рациональным использованием и охраной недр (за соблюдением норм и правил при составлении и реализации проектов по добыче и переработке полезных ископаемых, использованию недр в целях, не связанных с добычей полезных ископаемых);
3. Координация деятельности по применению технических устройств на опасных производственных объектах, а также осуществление контроля за этой деятельностью;
4. Организация и осуществление государственного надзора за соблюдением требований безопасности при транспортировании опасных веществ поднадзорными организациями;
5. Организация и осуществление нормативного регулирования и государственного надзора в области безопасности производства, распространения и применения взрывчатых материалов промышленного назначения в поднадзорных организациях;
6. Организация и осуществление государственного пожарного надзора на подземных объектах и при ведении взрывных работ в поднадзорных организациях;
7. Осуществление государственного надзора за безопасностью гидротехнических сооружений по поднадзорным организациям, объектам и работам;
8. Осуществление в пределах своей компетенции государственного регулирования технической безопасности на опасных производственных объектах при использовании атомной энергии;
9. Координация разработки и осуществления мер по предупреждению аварий и производственного травматизма на опасных производственных объектах, а также по обеспечению сохранности взрывчатых материалов промышленного назначения.

Указом Президента Российской Федерации от 09.03.2004 Федеральный горный и промышленный надзор России преобразован в Федеральную службу по технологическому надзору с передачей ей функций по контролю и надзору упраздненного Министерства энергетики Российской Федерации и преобразованного Государственного комитета Российской Федерации по строительству и жилищно-коммунальному комплексу.
В общей сложности в период с 1990 по 2004 год Госгортезнадзор России претерпел пять серьёзных реорганизаций, не считая ряда значительных сокращений численности центрального аппарата и территориальных органов.
Указом Президента Российской Федерации Федеральная от 20.05.2004 Госгортехнадзор России был вновь объединён с Федеральной службой по атомному надзору в рамках вновь образованной Федеральной службы по экологическому, технологическому и атомному надзору (Ростехнадзор).

## Руководители
- Мельников, Леонид Георгиевич (1906—1981) — Председатель Госгортехнадзора при Совете Министров СССР в 1966—1981 гг.
- Владыченко, Иван Максимович (1924—2022) — Председатель Госгортехнадзора СССР в 1981—1989 гг.
- Малышев, Вадим Михайлович (1932—2015) — Председатель Госгоратомнадзора СССР в 1989—1991 гг.
- Васильчук, Марат Петрович (1932—2019) — Председатель Госгортехнадзора России в 1992—1997 гг.
- Лозовой, Владимир Демьянович (1940—2019) — Начальник Госгортехнадзора России в 1997—2000 гг.
- Кульечёв Владимир Михайлович (род. 17 января 1948) — Начальник Госгортехнадзора России в 2000—2004 гг.